# UPKS Bula-Kalonka Łódź
UPKS Bula Łódź łódzki klub pétanque.
Powstanie UPKS Bula zainicjowało powstawanie kolejnych klubów, sekcji i stowarzyszeń petanki w Łodzi: Klubu Graczy Bulowych, UKS Bzura Łódź i ŁSSP Synergy Łódź. Choć w Łodzi nie ma ani jednego bulodromu, to w skali kraju jest tu największa liczba organizacji bularzy w jednym mieście. Rozwojowi petanki sprzyjają m.in. warunki w zakresie infrastruktury zielonej. Wiele parków w Łodzi posiada alejki żwirowe i gruntowe (np. Park Śledzia, Park Helenów i Park Widzewski) na których rozgrywane są nie tylko treningi i mecze towarzyskie UPKS Bula, ale również oficjalne zawody i turnieje petanque.
UPKS Bula-Kalonka należy do najstarszych i najliczniejszych klubów petanque w Polsce. W sezonie 2008 liczył 84 członków. UPKS w sezonie 2007 wystawił dwie drużyny do rozgrywek ligowych. Jedna z nich należała do 6 najlepszych i trafiła do I Ligi, a druga spadła do II Ligi PFP. 
13 listopada 2009 miało miejsce otwarcie budynku klubowego z krytym bulodromem w Kalonce na przedmieściach Łodzi (przy krańcówce linii autobusu 88).
Honorowym Prezesem UPKS Bula jest założyciel klubu Marek Markiewicz. 

## Sukcesy
Klubowe Mistrzostwa Polski
- 2013: złoty medal klubowych Mistrzostw Polski PFP – 2 liga
- 2011: brązowy medal klubowych Mistrzostw Polski PFP – 1 liga
- 2010: brązowy medal klubowych Mistrzostw Polski PFP – 1 liga
- 2009: brązowy medal klubowych Mistrzostw Polski PFP – 1 liga
- 2006: klubowe wicemistrzostwo Polski Ligi PFP – 1 liga

Mistrzostwa Polski Seniorów
- 2013: Mistrzostwo Polski Seniorów drużyny w składzie: Marcin Rutkowski, Mateusz Markiewicz, Przemysław Rosiak, Tomasz Lipczyński (Sokół Wrocław)
- 2012: brązowy medal Mistrzostw Polski Seniorów drużyny w składzie: Marcin Rutkowski, Mateusz Markiewicz, Przemysław Rosiak, Tomasz Lipczyński (Sokół Wrocław)
- 2011: Wicemistrzostwo Polski Seniorów drużyny w składzie: Marcin Rutkowski, Mateusz Markiewicz, Przemysław Rosiak i Mateusz Moc (Żywiecki Klub Boules)
- 2010: Wicemistrzostwo Polski Seniorów drużyny w składzie: Marcin Rutkowski, Mateusz Markiewicz, Przemysław Rosiak
- 2008: Wicemistrzostwo Polski seniorów drużyny w składzie: Jarosław Cybulak, Radosław Banaszkiewicz, Mateusz Markiewicz i Tomasz Lipczyński (EKS "Kolektyw" Radwanice)
- 2007: brązowy medal Mistrzostw Polski Seniorów w sezonie 2007 ekipy w składzie: Mateusz Markiewicz, Radosław Banaszkiewicz, Jarosław Cybulak, Marek Markiewicz ex-aequo z drugą łódzką drużyną:  Marcin Rutkowski, Paweł Jankowski, Bartłomiej Zagdan, Maciej Kowalski.
- 2006: Mistrzostwo Polski Seniorów drużyny w składzie: Mateusz Markiewicz, Radosław Banaszkiewicz, Jarosław Cybulak, następnie reprezentowanie Polski (wspólnie z rezerwowym - Tomaszem Lipczyńskim) na mistrzostwach świata seniorów w Pattai rok później.
- 2005: Wicemistrzostwo Polski Seniorów drużyny w składzie: Jarosław Cybulak, Radosław Banaszkiewicz, Mateusz Markiewicz

Mistrzostwa Polski Juniorów
- 2007: trzecie miejsce na mistrzostwach Polski juniorów wywalczone przez Bartłomieja Zagdana i Przemysława Rosiaka

Puchar Polski
- 2013: III miejsce w Pucharze Polski tripletów wywalczone przez Adama Szadkowskiego, Marka Markiewicza, Andrzeja Żebrowskiego
- 2012: III miejsce w Pucharze Polski tripletów wywalczone przez Przemysława Rosiaka, Mateusza Markiewicza, Tomasza Lipczyńskiego (EKS "Kolektyw" Radwanice)
- 2011: III miejsce w Pucharze Polski dubletów wywalczone przez Mariana Jarmondowicza i Yassine Ben Ammar (ŻKB Żywiec)
- 2010: III miejsce w Pucharze Polski tripletów wywalczony przez Marcina Rutkowskiego, Mateusza Markiewicza, Przemysława Rosiaka, Bartłomieja Zagdana
- 2009: Puchar Polski w grze pojedynczej zdobyty przez Mateusza Markiewicza
- 2008: II miejsce w Pucharze Polski par mieszanych wywalczone przez Pawła Jankowskiego i Paulinę Krystkowską
- 2008: II miejsce w Pucharze Polski tripletów wywalczone przez Michała Brzeszkiewicza, Artura Pacześniaka i Pawła Jankowskiego
- 2006: II miejsce w Pucharze Polski dubletów wywalczone przez Marcina Rutkowskiego i Pawła Jankowskiego
- 2003: Puchar Polski w grze pojedynczej zdobyty przez Mateusza Markiewicza